# Бурцево (Вологодский район)
Бурцево — деревня в Вологодском районе Вологодской области России. Находится в пригородной зоне Вологды.
Входит в состав Спасского сельского поселения, с точки зрения административно-территориального деления — в Спасский сельсовет.

## География
Стоит на реке Шограш, к югу от Окружного шоссе, отделяющее деревню от столицы региона.
Расстояние по автодороге до районного центра Вологды — 15 км, до центра муниципального образования Непотягово — 5 км. Ближайшие населённые пункты — Марюхино, Петровское, Болтино, Емельяново, Родионцево.

## Население
| 2002 | 2010 |
| ---- | ---- |
| 15   | ↘4   |

По переписи 2002 года население — 15 человек.

## Инфраструктура
Личное подсобное хозяйство с зоной сельскохозяйственного использования, индивидуальная застройка усадебного типа.

## Транспорт
Выезд на 457-й километр федеральной трассы М-8 Холмогоры.